# Majka Kwiatowska
Majka Kwiatowska (née en 1949) est une artiste peintre polonaise. Diplômée de l’Académie des Beaux-Arts de Varsovie, elle a aussi été boursière à l’Académie des Beaux-Arts de Paris.
La fin de ses études correspond au début des événements politiques qui ont changé le paysage politique des pays de l’Est. Tout en prenant une part très active dans les mouvements artistiques clandestins et dans l’organisation d’aide aux artistes peintres et sculpteurs, elle développe un style personnel : après une période grise, imprégnée de l’atmosphère de ces années difficiles, apparaissent des couleurs subtiles – elles filtrent une lumière secrète qui captive le spectateur.
Sa peinture, abstraite, pousse plus loin les perspectives ouvertes par Mark Rothko. Une force et une tension psychiques s’en dégagent, couvertes souvent par un voile qui assombrit l’âme, mais que vainc la lumière interne de la toile.
Majka Kwiatowska a été récipiendaire de divers prix, dont la Médaille d’or de l’Association polonaise des Artistes plasticiens (1993). Ses œuvres se trouvent dans les collections prestigieuses de la Bibliothèque Nationale à Varsovie, du Département Art et Culture de ville de Varsovie et du Musée de l’Archidiocèse de Varsovie ainsi que dans des collections privées à travers le monde.
« Peut-être un poète exprimerait le mieux dans ses vers ce qui est le plus important dans cette œuvre. Je ne suis pas poète, mais je voudrais écrire quelques mots sur cette peinture. Elle m’intéresse depuis longtemps. Ce n’est pas un monde facile. Apparemment il ne contient pas grand-chose. Mais il a en lui le battement de la vie, net, fort… Ces tableaux se caractérisent par une exceptionnelle faculté de lier les éléments. Les liens apparaissent comme involontairement…
Je sais ce que cela cache. Pour aboutir à un tel effet, il faut des centaines d’essais, il faut repeindre en tendant vers un état particulier où tout commence à mûrir lentement, se mettre en ordre, s’ajuster à l’artiste, devient clair, évident. »
Jacek Sienicki (1999), professeur à l’Académie des Beaux-Arts, Varsovie.